# JR O Crom
JR O Crom, de son vrai nom Karim Ballo est un rappeur et auteur-compositeur-interprète franco-malien, né le 25 janvier 1985 à Paris, membre du groupe Sexion d'Assaut.

## Biographie
Après des études à l'école hôtelière de la Rue Belliard (Paris), où il slame pour ses camarades et son professeur Kilien Stengel dans le restaurant pédagogique, il commence à rapper au début des années 2000 avec Maître Gims et Kanté.
La mort de sa mère lui a inspiré le tube Avant qu'elle parte chanté par Sexion d'Assaut.
Le 15 mai 2013 lors du Planète Rap qui lui est consacré sur Skyrock, Maitre Gims révèle que Doomams et JR O Crom sont en train de travailler sur un album commun. Leur projet en commun intitulé Vendetta est sorti en téléchargement et streaming le 3 juin 2016. L'album Cheval de Troie qui devait suivre l'EP Vendetta n'a finalement jamais vu le jour.
En 2015, cet album, intitulé Vendetta et prévu courant 2016. La même année, le 26 août, Maitre Gims dévoile, toujours sur Planète Rap une nouvelle chanson extraite de son album MCAR', intitulée Uzi en featuring avec Jr O Crom et Doomams. Avant la publication de l'album, Jr O Crom et Doomams publient les chansons Thug et Chambre froide.
Tout comme l'autre moitié de son binôme (Doomams), JR O Crom est depuis 2017 en solo.
En juillet 2022, il sort enfin son premier projet en solo intitulé MDT 1.5 avec des feats comme Hös Copperfield et Zikxo. Ce projet était censé précédé son premier album intitulé Mindset mais ce dernier ne verra finalement jamais le jour.
En novembre 2024, il est présenté devant un juge d’instruction dans le cadre de l’ouverture d’une information judiciaire pour viol pour des faits remontant au 25 mars 2024 à Paris,.

## Vie privée
JR O Crom alias Karim Ballo s'est marié le 13 septembre 2014 avec Anouck Ballo et ont trois enfants nés en 2013, 2015 et 2017.

## Accusation de viol en réunion
Le 30 novembre 2024, Le Parisien révèle que JR O Crom est accusé de viol en réunion par un homme pour des faits qui auraient eu lieu le 25 mars 2024.

## Discographie

### Singles

#### Singles solo (1)
- 2007 : Qu'est-ce qui t'arrive
- 2008 : H.D (Haute définition)
- 2009 : La Dégaine de l'Homme
- 2009 : Faits divers
- 2011 : Flow d’killer

#### Singles avec Doomams
- 2011 : Boy's in the Hood
- 2012 : À cœur ouvert
- 2013 : Bienvenue dans le WA
- 2013 : Es la vida
- 2013 : Col en V (feat. Black M & Dry)
- 2013 : Casse la démarche (feat. Dry)
- 2013 : Money Time (feat. Charly Bell)
- 2014 : V12
- 2014 : Cool
- 2014 : J'ai toujours su (feat. Charly Bell)
- 2014 : Mes amis (feat. Dr. Bériz)
- 2014 : Cercueil de nain
- 2014 : Death Row
- 2015 : Tah les oufs
- 2015 : Chambre froide Part.1
- 2015 : Thug (feat. Dry)
- 2016 : Pégase (Chambre Froide Part. 2)
- 2016 : Génétique (Chambre Froide Part. 3) (feat. Barack Adama)
- 2016 : Mélancolie
- 2016 : L'ermite
- 2016 : Verre Pilé
- 2016 : Kill Bill (feat. Maître Gims)
- 2016 : Taxi brousse (feat. Black M)

#### Singles solo (2)
- 2016 : Bla bla bla bla
- 2017 : Bison
- 2017 : Facetime (feat. Abdi)
- 2017 : Anomalie
- 2017 : Fondamentaux (Baffe d'ours 1)
- 2018 : En Kaïra (Baffe d'ours 2)
- 2018 : En feu (Baffe d'ours 3)
- 2019 : Lové
- 2019 : Freestyle "Primo" (en attendant Baffe d'ours 4)
- 2019 : Stratosphère
- 2019 : Freestyle "Vrai" (en attendant Baffe d'ours 4)
- 2019 : Freestyle "#WeWeWe" (en attendant Baffe d'ours 4)
- 2019 : OK
- 2020 : 3.0
- 2020 : La Vérité
- 2020 : Baffe d'ours, Pt. 4
- 2020 : Dans ma ville
- 2020 : Topline
- 2020 : Dans les artères
- 2021 : Doze
- 2021 : Rooftop
- 2021 : Calumet (feat. D Sparrow, Ksper, Lapach)
- 2022 : Ballon
- 2022 : Bobolitro

## Classements
| Titre                   | Détails de l'album                                                                           | Classement (2016) |
| Titre                   | Détails de l'album                                                                           | FR                |
| ----------------------- | -------------------------------------------------------------------------------------------- | ----------------- |
| Vendetta (avec Doomams) | - Sortie : 3 juin 2016 - Label : Wati B, Jive Epic, Sony Music - Format : CD, téléchargement | 145               |

## Groupe
- Prototype 3015 avec Gims et K.A.N.M.S (2002–2005)
- 3e Prototype avec Gims, Adams, Maska et Lefa (2005–2009)
- Sexion d'Assaut (2009–2013, 2016, 2020–2022)

## Apparitions
- 2008 : Mister You feat. JR O Chrome - Real Man sur la mixtape de Mister You, La Rue C’est Paro
- 2009 : Mister You feat. JR O Chrome - Course poursuite sur la mixtape de Mister You, Arrête You si tu peux
- 2009 : Dry feat. Sexion d'Assaut - Wati bonhomme sur l'album de Dry, Les Derniers seront les premiers
- 2009 : Mister You feat. JR O Chrome et Maître Gims - D'après vous sur le maxi de Mister You, Prise d'otage
- 2009 : Sexion d'assaut - Changement d'ambiance, sur la B.O du film L'Agence tout risques
- 2010 : Mister You feat. JR O Chrome - Course poursuite (la suite) sur le street album de Mister You, Présumé coupable
- 2011 : DJ Abdel feat. Maître Gims, JR O Chrome et Dry (Wati Funk) - Donnez-nous de la funk (sur l'album de DJ Abdel, Evolution)
- 2012 : Dry feat Doomams et JR O Crom - Déjà vu (sur l'album Tôt ou Tard de Dry)
- 2013 : Doomams feat JR O Crom, J-Mi Sissoko et Extra - Si j'avais su, sur la B.O du film La cité rose
- 2013 : Doomams feat JR O Crom et Orishas - Es la vidas (sur Les Chroniques du Wati Boss (en))
- 2013 : Doomams feat JR O Crom et Charly Bell Niereh (sur Les chroniques du Wati Boss volume 1)
- 2013 : Doomams feat JR O Crom - Bienvenue dans le WA (sur Les chroniques du Wati Boss volume 1)
- 2013 : Doomams feat JR O Crom et Dry - Casse la démarche (sur Les chroniques du Wati Boss volume 1)
- 2013 : Black Mesrimes feat Dry, Doomams et JR O Crom - Col en V (sur Les chroniques du Wati Boss volume 1)
- 2013 : Psy 4 de la rime feat Maître Gims, JR O Crom et Black Mesrimes - Afrikan Money remix
- 2013 : Maître Gims feat Black Mesrimes et JR O Crom - Ça décoiffe (sur Subliminal)
- 2013 : Maître Gims feat. JR O Crom - Close your eyes (sur la réédition de Maître Gims La Face Cachée)
- 2014 : Black Mesrimes feat Big Ali, JR O Crom et Dry - À la vôtre (sur Les Yeux Plus Gros Que Le Monde)
- 2014 : Soma ft JR O Crom - La Vraie Vie, sur Carton Noir de Soma
- 2015 : Maître Gims feat JR O Crom et Doomams - Uzi, sur Mon Cœur Avait Raison (Pilule Rouge) de Maître Gims
- 2016 : Lefa feat. Maître Gims, Black M, Barack Adama et JR O Crom - Reste branché (sur l'album Monsieur Fall)
- 2016 : Bracko ft JR O Crom - LVMG
- 2017 : Barack Adama feat JR O Crom, Lefa et H Magnum - Vite (sur La Propagande Saison 1)
- 2017 : Despe Delgado ft JR O Crom - Bang Bang
- 2017 : Dj Moh Green ft Jr O Crom et Ya levis Dalwear - Money, sur Pay Me Now de DJ Moh Green
- 2017 : T-Rapi ft JR O Crom - Quitter le Quartier
- 2017 : L.I.O Pétrodollars feat Leto (Pso Thug), Scrib'R et JR O Crom - Dans le mille, sur Outre Monde
- 2017 : Lefa feat. JR O Crom - Gucci Love (sur l'album Visionnaire de Lefa)
- 2019 : Dynor feat JR O Crom - Moulin Rouge

## Filmographie

### Série télévisée
- 2020 : Validé de Franck Gastambide : lui même